# ریکشوسپیتالت

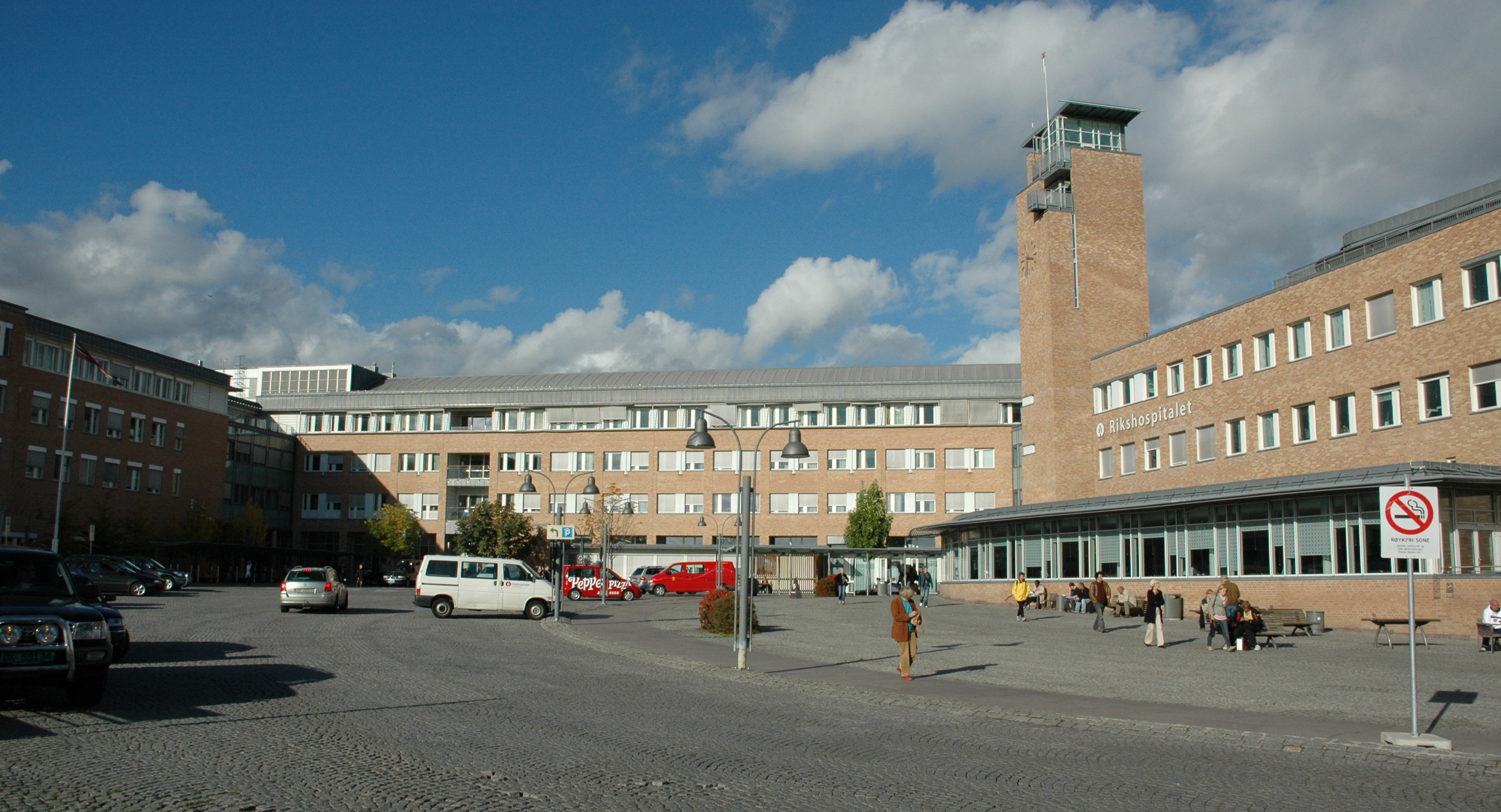

مرکز پزشکی ریکشوسپیتالت یک بیمارستان فوق تخصصی در شهر اسلو می‌باشد که امروزه تحت نظر بیمارستان آموزشی اسلو فعالیت می‌کند. این بیمارستان در سال ۱۸۲۶ تأسیس شد ولی امروزه این مرکز در زمینه روش‌های نوین تشخیص و درمان در علم پزشکی فعالیت می‌کند.